# 嘉利國際
嘉利國際控股有限公司，簡稱嘉利國際控股，以及嘉利國際（英語：KARRIE INTERNATIONAL HOLDINGS LIMITED，港交所：1050），在1980年由何焯輝（主席及總裁）和其夫人何寶珠創立。
現時業務主要為五金沖壓及塑膠注塑業務和電子專業組裝業務。主要產品是伺服器外殼，並計劃進軍新能源汽車領域（如充電樁等）。此外，基於三舊改造政策帶來的機遇，於2013年開始籌劃城市更新項目，2016年始錄得收入貢獻。總部位於香港新界荃灣青山道611-619號東南工業大廈10樓。而股份則在1996年12月16日於香港交易所主板上市。

## 連結
- Karrie.com.hk（页面存档备份，存于）